# Toni Gardemeister
Toni Gardemeister, född 31 mars 1975 i Kouvola i Finland, är en finländsk före detta professionell rallyförare.
Gardemeister debuterade i Rally-VM under Finska rallyt 1996.  
Säsongen 2008 var Gardemeister förare i Suzukis stall, tillsammans med PG-Andersson.
Efter karriären har han startat ett eget stall, TGS, (Toni Gardemeister Sports) som bl.a. Kalle Rovanperä har kört för i WRC 2.

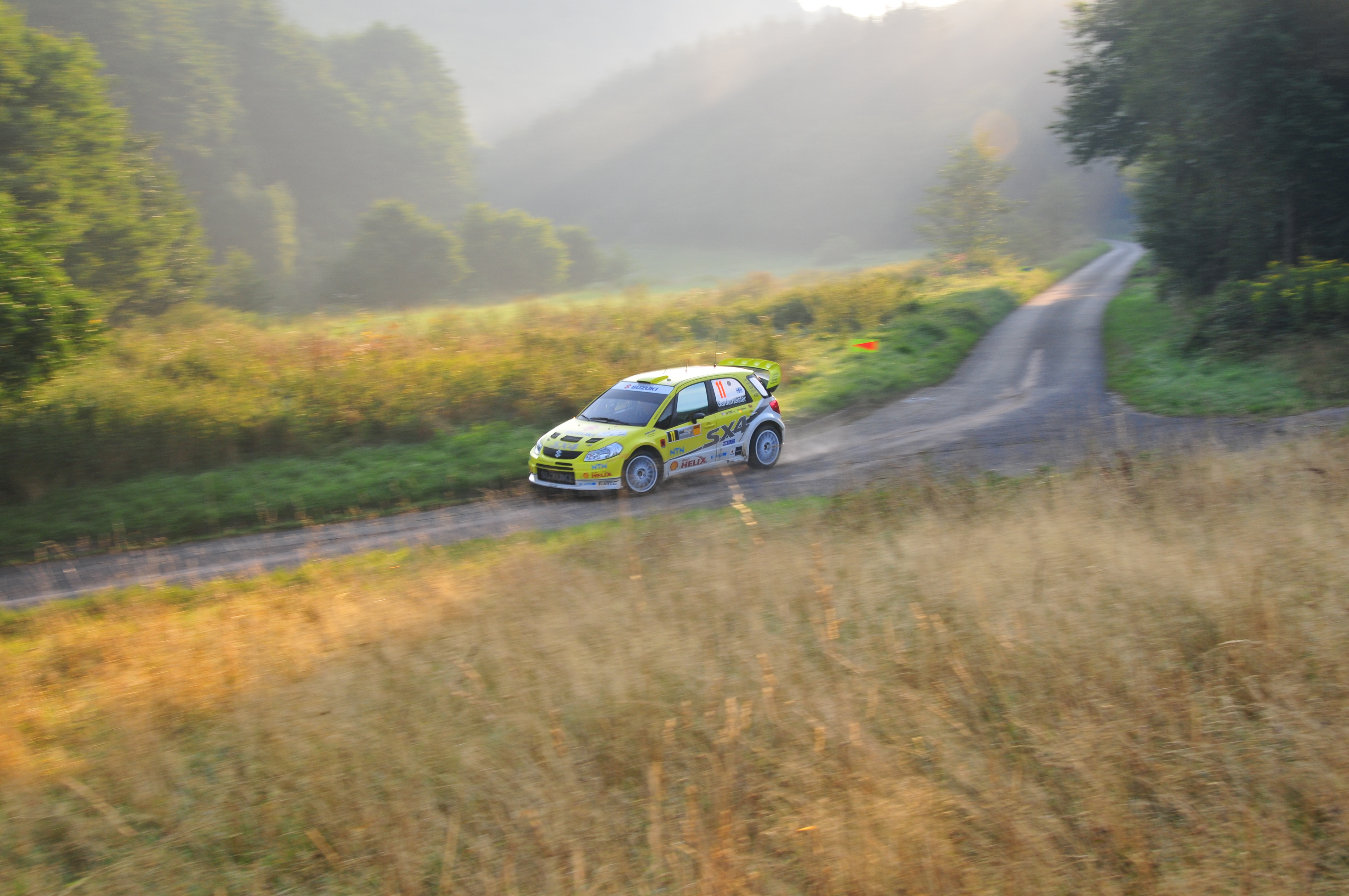
Gardemeister med Suzuki under Rally Deutschland 2008.

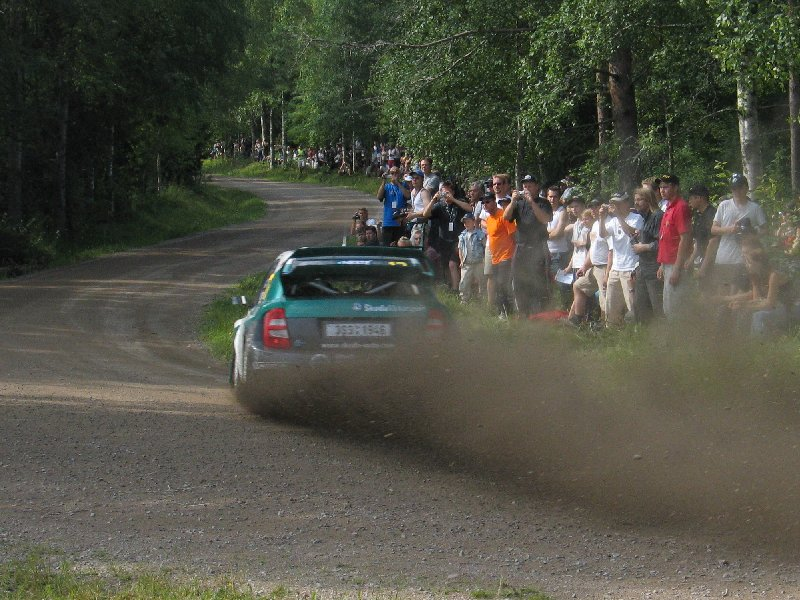
Gardemeister i en Škoda Fabia WRC under Rally Finland 2004.